# アンダーウェア (ドラマ)
『アンダーウェア』（英題：Atelier）は、Netflixとフジテレビの共同制作により、2015年9月2日からNetflixで配信された配信ドラマ。主演は桐谷美玲。全13話。
再編集を経て、同年11月13日から12月5日までフジテレビ系列局でテレビドラマとして放送されていたドラマである。地上波放送時には全4話で放送。
高級下着メーカーに就職した地方出身の女性が成長していく姿を描いており、女性下着メーカーのTriumphが全面協力を行っている。

## 配信・放送
本ドラマは、2015年秋に市場参入をしたNetflixとフジテレビが共同で制作するオリジナルコンテンツ第1弾として制作された。
Netflixで1話1時間のものを13回に分けて配信された後、ウェブ配信の最終回配信が開始される2015年11月13日から12月5日まで、毎週2時間（以上）の合計8時間超のものに再編集し、配信で使用されなかったディレクターズ・カットや、新たに収録したシーンなどのオリジナル映像を交えてテレビドラマ化された。このように先にネット配信されたドラマを、地上波で改めて放送するケースは初めてである。また今後世界50か国・地域以上で、同作品がネット配信される予定が決まっている。このことから、世界配信を念頭に、海外のテレビドラマのノウハウを研究して、日本流のドラマとの融合を目指したという。
なお、当初は全話『金曜プレミアム』枠にて放送される予定であったが、最終話（元から通常の『金プレ』から30分拡大版の23:22まで放送予定であった）の放送予定日であった12月4日の同枠にて、水木しげる追悼企画映画『ゲゲゲの鬼太郎 千年呪い歌』を放送したため、翌12月5日15:05 - 17:30（『土曜ワイド』）に振替放送することとなった。ただし、最終回の振り替え先はローカルセールス枠のため、系列局では最終回をフジテレビ放送分とは別に編集した120分の短縮版とし、これを時差ネットもしくは非ネットとする（下表の「地域別放送日時」参照）。
BSフジでも2016年1月18日から同年4月11日まで放送されていたが、こちらはNetflix配信版と同様に全13話に分けて放送という形を採っていた。

## あらすじ
繊維オタクの繭子は、繊維の開発ができると勘違いして銀座の高級ランジェリーメーカー「Emotion」に就職する。社長でデザイナーの南上からファッションセンスのなさをこき下ろされながらも、Emotionの面々や顧客から刺激を受けランジェリーやファッションの魅力に目覚めていく。やがて実力や情熱を認められた繭子は、南上に素材やパーツの担当を任せられるなどEmotionの重要な戦力になっていく。
その頃、Emotionでは瑞希と史香によるセカンドライン「Em」を立ち上げようとしていたが、その2人が「ヴァンダービルズトーキョー」のプライベートブランド「STORY」立ち上げのデザイナーとして引き抜かれてしまう。
Emotionの次期のコンセプトなどを盗用したSTORYが多額の宣伝費用もかけ好調なスタートを切る一方、Emotionはヴァンダービルズトーキョーに逆に裁判を起こされるなどして窮地に立たされる。資金難に陥ったEmotionを思い姫路は辞職を選択し、繭子たちは雑誌への売り込みなどで必死に対抗しようとする。そんな中、どうしてもSTORYのやり方に違和感を拭えなかった瑞希が、やはり南上と仕事がしたいと頭を下げEmotionに戻ってくる。心が折れかかっていた南上もようやく力を取り戻し、Emの再始動や猿橋がかき集めてきたわずかな資金をもとに初のランウェイショー開催を決める。様々なトラブルはありながら三木や由梨、沙里衣の助けも借りてランウェイショーは成功を収め、瑞希のEmも順調にスタートしてEmotionは盛り返す。忙しさが一段落すると、次のシーズンに向けての充電期間として南上は2週間の休業を決め、その2週間はそれぞれが今後のEmotionについて考える時間となった。繭子は、自分が本当に着たいランジェリーを製作するがそれはEmotionのエレガンスとは相反するものだった。
そんな時、ランウェイショーでEmotionへの認識を改めたファッション誌「Conscious」ではEmotionをメインにしたランジェリー特集を企画。しかし繭子の作ったランジェリーを高く評価した永井によってそれも誌面に掲載され、大反響を得てしまう。
南上は、繭子のランジェリーを2人の名前を冠した「MAYU」という新ブランドで販売すると言い、Emの新店舗の計画にもゴーサインを出す。それは年齢的なこともあって密かに引退を決心した南上が後進に道を譲る準備だったが、南上の真意に気づいた繭子はMAYUとしての独立を宣言。南上は繭子に提示されたEmotionの新しいコンセプトに刺激を受け、まだまだ奥深い下着の世界で邁進することを決意する。

## 登場人物
主要人物
- 時田 繭子 - 桐谷美玲

長野から上京してきた「Emotion」新入社員。繊維オタクだが自分のファッションには無頓着。
- 南上 マユミ - 大地真央

「Emotion」社長でデザイナー。ランジェリー業界のアイコンと言われる存在。
- 西沢 瑞希 - 酒井若菜

「Emotion」のアシスタントデザイナーだが自分でデザインする実力もある。
- 飯田 史香 - マイコ

「Emotion」社員。服飾学校出身でデザインアシスタントもこなす。
- 田中 麗子 - 千葉雅子

南上のこれまでをよく知る「Emotion」最古参社員。
- 猿橋 仁 - 海東健

「Emotion」社員。営業や資金繰りなどビジネス方面を担当。
- 姫路 宗介 - 桜田通

「Emotion」社員。猿橋のアシスタント的存在。
- 仲谷凛 - 佐藤めぐみ

「Emotion」の顧客で、銀座のブランドショップ販売員から「Emotion」に転職する。
- 梶直道 - 竹内寿

「Emotion」アルバイトの大学4年生。
- 鴻野 由梨 - 河北麻友子

繭子の学生時代からの友達。同じ銀座でウェディングアドバイザーとして働き始める。
- 町田 沙里衣 - 石田ニコル

「Emotion」のオーディションを受けに来たモデル。繭子と親しくなる。
- 永井 千香 - 蘭寿とむ

ファッション誌「Conscious」の新任の編集長。
- 竹内 憲久 - 桜井聖

「Conscious」副編集長。営業畑の出身。
- 藤村祐一郎 - 松田賢二

大手デパート「ヴァンダービルズトーキョー」社員。
- 小山 修子 - 田島令子

評論家でライター。麗子ともども南上の古くからの友人。
- 塚本 ひろみ - 折井あゆみ

「Emotion」に憧れ顧客となる主婦。
- 大野 アヤ - 島かおり

銀座で偶然繭子と知り合った高齢女性。元芸者で日舞の師匠。
- 山崎 - 小倉久寛

「SHIKISHIMA COFEE」の店長。南上の高校時代からの友人。
- 敷島 - 野間口徹

「SHIKISHIMA COFEE」のオーナー。
- 三木 - 野村宏伸

「SHIKISHIMA COFEE」の常連。ステージディレクター。

ゲスト
- 松本若菜
- 河北桃子
- 澤口夏奈子
- 篠原あさみ
- 渋谷そら
- 佐々木美羽

## スタッフ
- 脚本：安達奈緒子
- 演出：尾形竜太、葉山浩樹
- 音楽：ティム・ウィン（英語版）
- ランジェリーデザイン：出原明子
- ランジェリー制作：松川絵美
- テキスタイル装飾：西村怜子
- 技術協力 - バスク
- 美術協力 - フジアール
- スタジオ - 角川大映スタジオ
- 協力：Triumph
- プロデューサー：高比良抗介、稲葉尚人
- 総合プロデューサー：関口大輔
- 制作協力：FILM
- 制作著作：フジテレビジョン

## 配信・放送日程

### 配信
| 配信元  | 各話 | 配信開始日 | サブタイトル         | 監督              |
| ------- | ---- | ---------- | -------------------- | ----------------- |
| NETFLIX | 1    | 9月2日     | 下着って何?          | 尾形竜太 葉山浩樹 |
| NETFLIX | 2    | 9月2日     | 売り手と買い手       | 尾形竜太 葉山浩樹 |
| NETFLIX | 3    | 9月2日     | 下着業界へようこそ   | 尾形竜太 葉山浩樹 |
| NETFLIX | 4    | 9月2日     | 新ブランド設立       | 尾形竜太 葉山浩樹 |
| NETFLIX | 5    | 9月2日     | 裏切りと欲望         | 尾形竜太 葉山浩樹 |
| NETFLIX | 6    | 9月2日     | 宣伝のルール         | 尾形竜太 葉山浩樹 |
| NETFLIX | 7    | 9月2日     | 追いつめられて       | 尾形竜太 葉山浩樹 |
| NETFLIX | 8    | 9月2日     | ランウェイ・ショー   | 尾形竜太 葉山浩樹 |
| NETFLIX | 9    | 9月2日     | アフター・パーティー | 尾形竜太 葉山浩樹 |
| NETFLIX | 10   | 9月2日     | バケーション         | 尾形竜太 葉山浩樹 |
| NETFLIX | 11   | 9月2日     | それぞれの休日       | 尾形竜太 葉山浩樹 |
| NETFLIX | 12   | 9月2日     | 思わぬ展開           | 尾形竜太 葉山浩樹 |
| NETFLIX | 13   | 9月2日     | それぞれの生き方     | 尾形竜太 葉山浩樹 |

### 地上波放送
| 放送局         | 各話   | 放送日         | サブタイトル                          | 備考                                                            |
| -------------- | ------ | -------------- | ------------------------------------- | --------------------------------------------------------------- |
| フジテレビ系列 | 第1週  | 11月13日（金） | 下着業界にようこそ!                   | 「金曜プレミアム」枠を15分拡大                                  |
| フジテレビ系列 | 第2週  | 11月20日（金） | 仕事ということ、仲間ということ        | 「金曜プレミアム」で放送                                        |
| フジテレビ系列 | 第3週  | 11月27日（金） | ランジェリー・ファッションショー開催! | 「金曜プレミアム」で放送                                        |
| フジテレビ     | 最終週 | 12月5日（土）  | 私の欲しい下着                        | 「土曜ワイド」で放送 ローカルセールス扱い（他の地域は下表参照） |

| 放送局                   | 放送日               | 時間              | 遅れ日数         |
| ------------------------ | -------------------- | ----------------- | ---------------- |
| フジテレビ               | 12月5日（土）        | 15時5分-17時30分  | （製作局・基準） |
| 北海道文化放送           | 12月5日（土）        | 13時-14時55分     | 2時間5分先行     |
| 岩手めんこいテレビ       | 12月5日（土）        | 14時-16時         | 1時間5分先行     |
| 仙台放送                 | 12月12日（土）       | 2時15分-4時15分   | 7日遅れ          |
| 秋田テレビ               | 12月6日（日）        | 2時5分-4時5分     | 1日遅れ          |
| さくらんぼテレビ         | 12月5日（土）        | 13時-15時         | 2時間5分先行     |
| 福島テレビ               | 放送日未定           | 放送日未定        | 放送日未定       |
| 長野放送                 | 2016年1月3日（日）   | 1時50分-3時50分   | 30日遅れ         |
| 新潟総合テレビ           | 12月11日（金）       | 2時15分-4時15分   | 7日遅れ          |
| 富山テレビ放送           | 12月14日（月）       | 1時20分-3時20分   | 9日遅れ          |
| 石川テレビ放送           | 12月12日（土）       | 0時50分-2時50分   | 7日遅れ          |
| 福井テレビジョン放送     | 12月12日（土）       | 14時-16時         | 7日遅れ          |
| テレビ静岡               | 12月5日（土）        | 15時-17時         | 5分先行          |
| 東海テレビ放送           | 12月6日（日）        | 2時15分-4時15分   | 1日遅れ          |
| 関西テレビ放送           | 12月10日（木）       | 1時55分-3時57分   | 5日遅れ          |
| 岡山放送                 | 12月12日（土）       | 13時30分-15時30分 | 7日遅れ          |
| 山陰中央テレビジョン放送 | 12月6日（日）        | 12時55分-14時55分 | 1日遅れ          |
| テレビ新広島             | 12月6日（日）        | 2時5分-4時        | 1日遅れ          |
| テレビ愛媛               | 12月5日（土）        | 15時-17時         | 5分先行          |
| 高知さんさんテレビ       | 12月14日（月）       | 1時45分-3時45分   | 9日遅れ          |
| テレビ西日本             | 12月6日（日）        | 1時35分-3時35分   | 1日遅れ          |
| サガテレビ               | 放送日未定           | 放送日未定        | 放送日未定       |
| テレビ長崎               | 放送日未定           | 放送日未定        | 放送日未定       |
| テレビくまもと           | 12月13日（日）       | 1時5分-3時5分     | 8日遅れ          |
| テレビ大分               | 放送日未定           | 放送日未定        | 放送日未定       |
| 鹿児島テレビ放送         | 12月28日（月）       | 1時55分-3時55分   | 23日遅れ         |
| 沖縄テレビ放送           | 12月23日（水・祝日） | 0時30分-2時30分   | 18日遅れ         |

- フジテレビ・テレビ宮崎以外のフジテレビ系列局では、最終回に限り、時差ネットもしくは非ネット（同時ネットなし。先行放送が4局（UHB、mit、SUT、EBC）のみ、非ネットが3局（FTV、SAGA TV、KTN）で、他は遅れ放送である）。

### BS放送
BSフジにて2016年1月18日～4月11日（月曜23時 - 23時55分）、全13話で放送。